# Ноксвилл (Арканзас)
Но́ксвилл (англ. Knoxville, Arkansas) — город, расположенный в округе Джонсон (штат Арканзас, США) с населением в 511 человек по статистическим данным переписи 2000 года.

## География
По данным Бюро переписи населения США город Ноксвилл имеет общую площадь в 5,7 квадратных километров, водных ресурсов в черте населённого пункта не имеется.
Ноксвилл расположен на высоте 120 метров над уровнем моря.

## Демография
По данным переписи населения 2000 года в Ноксвилле проживал 511 человек, 138 семей, насчитывалось 194 домашних хозяйств и 210 жилых домов. Средняя плотность населения составляла около 89,6 человек на один квадратный километр. Расовый состав Ноксвилла по данным переписи распределился следующим образом: 95,89 % белых, 1,57 % — коренных американцев, 0,20 % — азиатов, 0,98 % — представителей смешанных рас, 1,37 % — других народностей. Испаноговорящие составили 4,11 % от всех жителей города.
Из 194 домашних хозяйств в 34,5 % — воспитывали детей в возрасте до 18 лет, 59,8 % представляли собой совместно проживающие супружеские пары, в 8,8 % семей женщины проживали без мужей, 28,4 % не имели семей. 22,2 % от общего числа семей на момент переписи жили самостоятельно, при этом 10,3 % составили одинокие пожилые люди в возрасте 65 лет и старше. Средний размер домашнего хозяйства составил 2,63 человек, а средний размер семьи — 3,13 человек.
Население города по возрастному диапазону по данным переписи 2000 года распределилось следующим образом: 27,8 % — жители младше 18 лет, 9,0 % — между 18 и 24 годами, 29,2 % — от 25 до 44 лет, 20,7 % — от 45 до 64 лет и 13,3 % — в возрасте 65 лет и старше. Средний возраст жителей составил 35 лет. На каждые 100 женщин в Ноксвилле приходилось 110,3 мужчин, при этом на каждые сто женщин 18 лет и старше приходилось 95,2 мужчин также старше 18 лет.
Средний доход на одно домашнее хозяйство в городе составил 31 250 долларов США, а средний доход на одну семью — 34 375 долларов. При этом мужчины имели средний доход в 22 031 доллар США в год против 22 857 долларов среднегодового дохода у женщин. Доход на душу населения в городе составил 15 404 доллара в год. 9,2 % от всего числа семей в населённом пункте и 12,6 % от всей численности населения находилось на момент переписи населения за чертой бедности, при этом 13,5 % из них были моложе 18 лет и 18,3 % — в возрасте 65 лет и старше.